# Челюскин (параход)
Вижте пояснителната страница за други значения на Челюскин.
„Челюскин“ е съветски параход, подсилен да плава през полярен лед, потънал в Северния ледовит океан през 1934 г.
Заклещен е от ледовете по време на плаването му по Северния морски път от Мурманск до Владивосток. Целта на експедицията е да се установи възможността да се премине Северният морски път с обикновен кораб в рамките на 1 плавателен сезон.
Параходът е построен през 1933 г. в Дания от фирма Burmeister and Wain (B&W, Copenhagen) по поръчка. Има водоизместимост 7,5 хил. тона. Спуснат е на вода на 11 март 1933 г. с първо име „Лена“, тъй като първоначално е бил предназначен да плава между устието на река Лена и гр. Владивосток. На 19 юни 1933 г. е наименуван в чест на Семьон Челюскин – руски полярен изследовател и участник във Великата северна експедиция от 1733 – 1743 г.

## Плаване
Експедицията на „Челюскин“ се ръководи от Ото Шмид, а капитан е Владимир Воронин. На борда има 112 души, пътници и екипаж.
Параходът „Челюскин“ тръгва от Мурманск към Владивосток на 2 август 1933 г. На 19 септември ледове обграждат кораба. Той се опитва да излезе от този плен, като тръгва срещу по-тънкия лед, но не успява. Следващите 5 месеца „Челюскин“ дрейфува. Обшивката на кораба не издържа, в него прониква вода и пътниците го напускат.
На 13 февруари 1934 г. „Челюскин“ потъва. Хората остават на леда. Пренасят материали, от които си построяват бараки. Живеят в продължение на 3 месеца върху леда.

## Евакуация
Евакуацията на лагера се осъществява с помощта на авиацията. Бедстващите разчистват тясна ивица, която да бъде използвана за кацане. Жителите на чукотското селище Ванкарем за няколко дни също обособяват писта.
Първият самолет, който достига до челюскинци, е пилотиран от Анатоли Ляпидевски. На 5 март със своя АНТ-4 той се добира до лагера и взема 10 жени и 2 деца. Следващият рейс е извършен на 7 април. За седмица летците Сигизмунд Леваневски, Василий Молоков, Николай Каманин, Маврикий Слепньов, Михаил Водопянов и Иван Доронин превозват останалите челюскинци. Последният рейс е направен на 13 април 1934 г. Общо са извършени 24 рейса.
Летците, превозили спасените до Владивосток, стават първите герои на Съветския съюз и са наградени с орден „Ленин“, а „Златна Звезда“ № 1 е връчена на Ляпидевски. Уилям Левари и Клайд Армистет, граждани на САЩ, участвали в спасяването, са наградени с Орден Ленин.

## Издирване на кораба
Няколкократно са организирани експедиции с цел да бъде намерен потъналият съд. Експедициите от 1974 и 1978 – 1979 г. са безрезултатни. През септември 1989 г. за намирането на „Челюскин“ съобщава американският учен Сергей Мелников, член на Географското дружество на САЩ. Не са представени обаче никакви веществени доказателства.
По повод 70-годишнината от гибелта на „Челюскин“ е организирана подводна археологическа експедиция „Челюскин-70“. През 2004 г. участниците заявяват, че съдът е намерен, но скоро става ясно, че това е грешка.
През септември 2006 г. участниците в експедицията „Челюскин-70“ заявяват, че са намерили потъналия параход „Челюскин“. Фотографии на фрагменти и проби от метала са изпратени в Копенхаген – в корабостроителната фирма, построила кораба. Проведеният там анализ и експертиза щели да позволят обекта да се идентифицира с пълна увереност. Чак след това щял да бъде признат за археологически обект и фрагментите от него щели да бъдат музейни експонати.
През февруари следващата година експертите заключават, че намереното е наистина част от легендарния кораб.